# Atletismo nos Jogos Olímpicos de Verão de 1964 - Lançamento de disco feminino
O lançamento do disco feminino nos Jogos Olímpicos de Verão de 1964 foi um dos três eventos de arremesso feminino no programa de Atletismo nas Olímpiadas de Tóquio, no Japão. A competição foi realizada em 19 de outubro de 1964, contando com vinte e duas atletas representando ao todo quinze países.

## Resultados

### Classificatória
O padrão de qualificação foi de 50,00 metros. Cada arremessadora teve três tentativas para atingir esse padrão. Graças a curva padrão de 50 metros, as catorze atletas que atingiram os cinquenta metros foram classificadas.
| Colocação | Atleta                 | País            | Melhor marca                 | Arremesso 1                  | Arremesso 2                  | Arremesso 3                  |
| --------- | ---------------------- | --------------- | ---------------------------- | ---------------------------- | ---------------------------- | ---------------------------- |
| 1         | Virzhiniya Mikhaylova  | Bulgária        | 54.94                        | 54.94                        | X                            | X                            |
| 2         | Ingrid Lotz            | Alemanha        | 54.82                        | 48.38                        | 54.82                        | X                            |
| 3         | Kriemhild Limberg      | Alemanha        | 54.54                        | 46.59                        | 48.63                        | 54.54                        |
| 4         | Lia Manoliu            | Roménia         | 53.64                        | 47.80                        | 53.64                        | X                            |
| 5         | Olimpia Cataramă       | Roménia         | 53.20                        | 46.96                        | 53.20                        | X                            |
| 6         | Olga Connolly          | Estados Unidos  | 53.17                        | 49.99                        | 53.17                        | X                            |
| 7         | Yevgeniya Kuznetsova   | União Soviética | 52.44                        | 49.40                        | 52.44                        | X                            |
| 8         | Jolán Kleiber-Kontsek  | Hungria         | 52.35                        | 52.35                        | X                            | X                            |
| 9         | Judit Stugner          | Hungria         | 52.30                        | 48.96                        | 48.49                        | 52.30                        |
| 10        | Valerie Young          | Nova Zelândia   | 51.94                        | 48.01                        | 51.94                        | X                            |
| 11        | Doris Lorenz           | Alemanha        | 51.58                        | 51.58                        | X                            | X                            |
| 12        | Jiřina Němcová         | Checoslováquia  | 50.64                        | 50.64                        | X                            | X                            |
| 13        | Tamara Press           | União Soviética | 50.28                        | 50.28                        | X                            | X                            |
| 14        | Nina Ponomaryova       | União Soviética | 50.18                        | 44.69                        | 44.89                        | 50.18                        |
| 15        | Nancy McCredie         | Canadá          | 47.27                        | 44.91                        | 47.27                        | 44.75                        |
| 16        | Hiroko Uchida-Yokoyama | Japão           | 47.18                        | 46.19                        | 47.18                        | 34.48                        |
| 17        | Dashzevgiin Namjilmaa  | ´ Mongólia      | 44.55                        | 43.37                        | 40.26                        | 44.55                        |
| 18        | Josephine de la Viña   | Filipinas       | 42.27                        | 40.05                        | 42.27                        | 44.75                        |
| 19        | Pranee Kitipongpitaya  | Tailândia       | 38.73                        | 36.21                        | 38.73                        | 34.20                        |
| 20        | Park Yeong-suk         | Coreia do Sul   | 37.50                        | 37.50                        | 33.27                        | 34.97                        |
| 21        | Juliette Geverkof      | Irão            | 30.05                        | X                            | 30.05                        | X                            |
| —         | Judit Bognár           | Hungria         | Não participou da competição | Não participou da competição | Não participou da competição | Não participou da competição |

### Final
As notas para a qualificação foram ignoradas na final. Cada lançadora teve três tentativas; as seis primeiras depois desses três receberam mais três e contaram sua melhor marca entre as seis. Todas as cinco melhores arremessadores derrotaram o antigo recorde olímpico.
| Lugar | Atleta                | País            | Melhor marca | Arremesso 1 | Arremesso 2 | Arremesso 3 | Arremesso 4 | Arremesso 5 | Arremesso 6 |
| ----- | --------------------- | --------------- | ------------ | ----------- | ----------- | ----------- | ----------- | ----------- | ----------- |
| 1     | Tamara Press          | União Soviética | 57.27        | X           | 55.38       | 50.38       | 55.23       | 57.27       | 56.08       |
| 2     | Ingrid Lotz           | Alemanha        | 57.21        | 57.21       | X           | 55.41       | X           | 54.59       | 54.74       |
| 3     | Lia Manoliu           | Roménia         | 56.97        | 55.90       | X           | X           | 56.09       | 56.97       | X           |
| 4     | Virginia Angelova     | Bulgária        | 56.70        | 47.38       | 56.56       | 52.19       | 56.70       | 55.77       | 55.54       |
| 5     | Yevgeniya Kuznetsova  | União Soviética | 55.17        | 55.17       | 53.58       | X           | X           | X           | 53.80       |
| 6     | Jolán Kleiber-Kontsek | Hungria         | 54.87        | 54.46       | 53.05       | 53.51       | 53.14       | 54.87       | 51.69       |
| 7     | Kriemhild Limberg     | Alemanha        | 53.81        | 48.35       | 53.81       | 53.02       |             |             |             |
| 8     | Olimpia Cataramă      | Roménia         | 53.08        | 53.08       | 49.99       | 51.28       |             |             |             |
| 9     | Jiřina Němcová        | Checoslováquia  | 52.80        | 49.06       | 52.80       | 51.13       |             |             |             |
| 10    | Judit Stugner         | Hungria         | 52.52        | 50.88       | 50.47       | 52.52       |             |             |             |
| 11    | Nina Ponomaryova      | União Soviética | 52.48        | 52.15       | 51.12       | 52.48       |             |             |             |
| 12    | Olga Connolly         | Estados Unidos  | 51.58        | 51.21       | X           | 51.58       |             |             |             |
| 13    | Valerie Young         | Nova Zelândia   | 49.59        | 48.93       | 46.17       | 49.59       |             |             |             |
| 14    | Doris Lorenz          | Alemanha        | 45.63        | X           | X           | 45.63       |             |             |             |

## Medalhistas

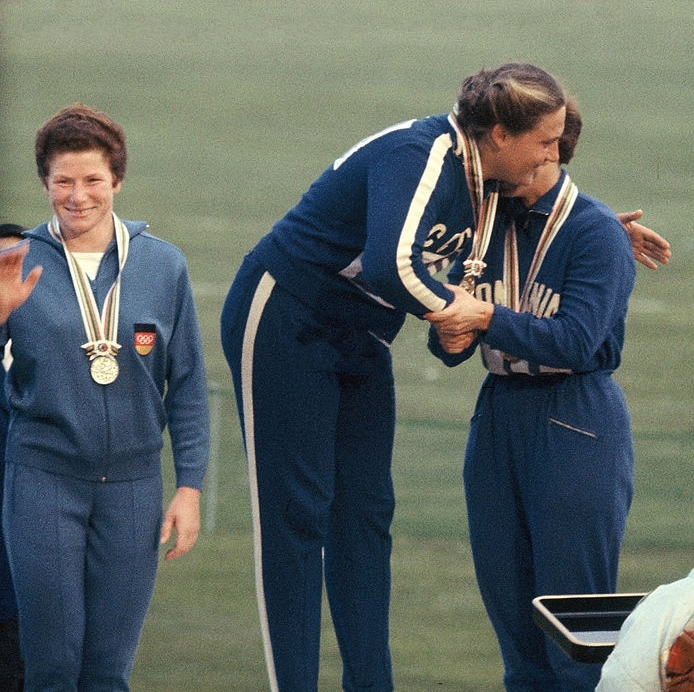
Pódio composto por Ingrid Lotz, Tamara Press e Lia Manoliu em 1964.

| Ouro   | URS Tamara Press |
| Prata  | GER Ingrid Lotz  |
| Bronze | ROM Lia Manoliu  |